# 113 (число)
113 (сто и тринадесет) е естествено число, следващо 112 и предхождащо 114.
С арабски цифри се изписва като „113“, а с римски като „CXIII“. Числото 113 е съставено от две цифри от позиционните бройни системи – 1 (едно), 3 (три).

## Общи сведения
- 113 е нечетно число.
- 113 е просто число (между 109 и 127).
- 113 е пермутационно просто число.
- 113 е атомният номер на елемента унунтрий.
- 113-ият ден от обикновена година е 23 април.

## Любопитни факти
113 е телефония номер на:
- пожарната в Индонезия
- спешната медицинска помощ в Норвегия и Латвия
- полицията в Италия, Люксембург, Словения и Виетнам
- „точно време“ в Аржентина
- разузнавателната агенция в Иран